# Mook en Middelaar
Mook en Middelaar – gmina w prowincji Limburgia, w Holandii. W 2013 roku liczyła 7,8 tys. mieszkańców. Gmina obejmuje powierzchnię 18,81 km², a gęstość zaludnienia wynosi 450 os./km². Siedzibą gminy jest Mook.
Mook en Middelaar jest najdalej na północ wysuniętą gminą Limburgii.

## Miejscowości gminy
Wsie:
- Middelaar
- Molenhoek
- Mook
- Plasmolen

Przysiółki:
- Bisselt
- Heikant
- Katerbosch
- Riethorst